# Didier Reynders
Didier Reynders, belgijski politik in evropski komisar, * 6. avgust 1958, Liege. 
Reynders je belgijski politik in član Mouvement Réformateur (MR). Med letoma 2019 in 2024 je bil evropski komisar za pravosodje. Bil je na različnih položajih v javnih institucijah, leta 1992 pa je postal član Parlamenta. Bil je minister brez prekinitve od 1999 do 2019, dokler ni odstopil in postal belgijski evropski komisar. 
Bil je zvezni minister za finance do decembra 2011 v šestih različnih vladah, nato pa zvezni minister za zunanje zadeve, zunanjo trgovino in evropske zadeve v dveh vladah. Po vladni krizi decembra 2018 je bil do novembra 2019 imenovan tudi za ministra za obrambo.